# نينا بيرسون
نينا بيرسون (بالسويدية: Nina Persson )‏ (و. 1974  م) هي مغنية، وكاتبة غنائية سويدية، ولدت في أوربرو.

## وصلات خارجية
- نينا بيرسون على موقع IMDb (الإنجليزية)
- نينا بيرسون على موقع ميتاكريتيك (الإنجليزية)
- نينا بيرسون على موقع روتن توميتوز (الإنجليزية)
- نينا بيرسون على موقع ألو سيني (الفرنسية)
- نينا بيرسون على موقع ميوزك برينز (الإنجليزية)
- نينا بيرسون على موقع أول موفي (الإنجليزية)
- نينا بيرسون على موقع قاعدة بيانات برودواي على الإنترنت (الإنجليزية)
- نينا بيرسون على موقع قاعدة بيانات الأفلام السويدية (السويدية)
- نينا بيرسون على موقع أول ميوزيك (الإنجليزية)
- نينا بيرسون على موقع ديسكوغز (الإنجليزية)

- نينا بيرسون في قاعدة بيانات الأفلام على الإنترنت